# Bharaul
Bharaul – gaun wikas samiti we wschodniej części Nepalu w strefie Kośi w dystrykcie Sunsari. Według nepalskiego spisu powszechnego z 2001 roku liczył on 3406 gospodarstw domowych i 16882 mieszkańców (8746 kobiet i 8136 mężczyzn).